# Melanophryniscus sanmartini
Melanophryniscus sanmartini és una espècie d'amfibi que viu a l'Uruguai i, possiblement també, al Brasil.
Està amenaçada d'extinció per la pèrdua del seu hàbitat natural.